# Liptena otlauga
Liptena otlauga är en fjärilsart som beskrevs av Smith och Kirby 1890. Liptena otlauga ingår i släktet Liptena och familjen juvelvingar. Inga underarter finns listade i Catalogue of Life.